# Матч за звание чемпиона мира по шахматам 1934
Матч на первенство мира по шахматам между чемпионом мира Александром Алехиным и претендентом Ефимом Боголюбовым проходил с 1 апреля по 14 июня 1934 года в различных городах Германии.
Регламент матча был таким же, как и в предыдущем матче тех же соперников: игра на большинство из 30 партий, причём победитель должен выиграть не менее 6, при счёте 15:15 чемпион сохраняет звание.
Вновь, как и в 1929 году, Алехин одержал победу (на этот раз со счётом +8 −3 =15) и отстоял титул чемпиона.

## Таблица матча
Партии 1—3 прошли в Баден-Бадене, 4—5 в Филлингене, 6—8 во Фрайбурге-им-Брайсгау, 9—10 в Пфорцхайме, 11—12 в Штутгарте, 13—15 в Мюнхене, 16 в Байройте, 17—18 в Бад-Киссингене, 19—20 в Нюрнберге, 21 в Карлсруэ, 22—24 в Мангейме, 25—26 в Берлине.
| № | Участники    | 1 | 2 | 3 | 4 | 5 | 6 | 7 | 8 | 9 | 10 | 11 | 12 | 13 | 14 | 15 | 16 | 17 | 18 | 19 | 20 | 21 | 22 | 23 | 24 | 25 | 26 | Очки |
| - | ------------ | - | - | - | - | - | - | - | - | - | -- | -- | -- | -- | -- | -- | -- | -- | -- | -- | -- | -- | -- | -- | -- | -- | -- | ---- |
| 1 | Алехин А.    | ½ | 1 | ½ | 1 | ½ | ½ | ½ | ½ | 1 | 0  | 1  | ½  | ½  | ½  | ½  | 1  | 1  | ½  | ½  | ½  | 1  | ½  | 0  | 0  | 1  | ½  | 15½  |
| 2 | Боголюбов Е. | ½ | 0 | ½ | 0 | ½ | ½ | ½ | ½ | 0 | 1  | 0  | ½  | ½  | ½  | ½  | 0  | 0  | ½  | ½  | ½  | 0  | ½  | 1  | 1  | 0  | ½  | 10½  |

## Примечательные партии

### Алехин — Боголюбов
|   | a | b | c | d | e | f | g | h |   |
| - | --- | --- | --- | --- | --- | --- | --- | --- | - |
| 8 | c8 чёрный король · g8 чёрная ладья · d7 чёрная ладья · g7 белый конь · a6 чёрная пешка · b6 чёрная пешка · c6 чёрная пешка · h6 чёрная пешка · d5 чёрный слон · e5 белая пешка · f5 белый конь · a4 белая пешка · c4 чёрная пешка · e4 чёрный конь · g3 белая пешка · b2 белая пешка · c2 белая пешка · h2 белый король · d1 белая ладья · f1 белая ладья | c8 чёрный король · g8 чёрная ладья · d7 чёрная ладья · g7 белый конь · a6 чёрная пешка · b6 чёрная пешка · c6 чёрная пешка · h6 чёрная пешка · d5 чёрный слон · e5 белая пешка · f5 белый конь · a4 белая пешка · c4 чёрная пешка · e4 чёрный конь · g3 белая пешка · b2 белая пешка · c2 белая пешка · h2 белый король · d1 белая ладья · f1 белая ладья | c8 чёрный король · g8 чёрная ладья · d7 чёрная ладья · g7 белый конь · a6 чёрная пешка · b6 чёрная пешка · c6 чёрная пешка · h6 чёрная пешка · d5 чёрный слон · e5 белая пешка · f5 белый конь · a4 белая пешка · c4 чёрная пешка · e4 чёрный конь · g3 белая пешка · b2 белая пешка · c2 белая пешка · h2 белый король · d1 белая ладья · f1 белая ладья | c8 чёрный король · g8 чёрная ладья · d7 чёрная ладья · g7 белый конь · a6 чёрная пешка · b6 чёрная пешка · c6 чёрная пешка · h6 чёрная пешка · d5 чёрный слон · e5 белая пешка · f5 белый конь · a4 белая пешка · c4 чёрная пешка · e4 чёрный конь · g3 белая пешка · b2 белая пешка · c2 белая пешка · h2 белый король · d1 белая ладья · f1 белая ладья | c8 чёрный король · g8 чёрная ладья · d7 чёрная ладья · g7 белый конь · a6 чёрная пешка · b6 чёрная пешка · c6 чёрная пешка · h6 чёрная пешка · d5 чёрный слон · e5 белая пешка · f5 белый конь · a4 белая пешка · c4 чёрная пешка · e4 чёрный конь · g3 белая пешка · b2 белая пешка · c2 белая пешка · h2 белый король · d1 белая ладья · f1 белая ладья | c8 чёрный король · g8 чёрная ладья · d7 чёрная ладья · g7 белый конь · a6 чёрная пешка · b6 чёрная пешка · c6 чёрная пешка · h6 чёрная пешка · d5 чёрный слон · e5 белая пешка · f5 белый конь · a4 белая пешка · c4 чёрная пешка · e4 чёрный конь · g3 белая пешка · b2 белая пешка · c2 белая пешка · h2 белый король · d1 белая ладья · f1 белая ладья | c8 чёрный король · g8 чёрная ладья · d7 чёрная ладья · g7 белый конь · a6 чёрная пешка · b6 чёрная пешка · c6 чёрная пешка · h6 чёрная пешка · d5 чёрный слон · e5 белая пешка · f5 белый конь · a4 белая пешка · c4 чёрная пешка · e4 чёрный конь · g3 белая пешка · b2 белая пешка · c2 белая пешка · h2 белый король · d1 белая ладья · f1 белая ладья | c8 чёрный король · g8 чёрная ладья · d7 чёрная ладья · g7 белый конь · a6 чёрная пешка · b6 чёрная пешка · c6 чёрная пешка · h6 чёрная пешка · d5 чёрный слон · e5 белая пешка · f5 белый конь · a4 белая пешка · c4 чёрная пешка · e4 чёрный конь · g3 белая пешка · b2 белая пешка · c2 белая пешка · h2 белый король · d1 белая ладья · f1 белая ладья | 8 |
| 7 | c8 чёрный король · g8 чёрная ладья · d7 чёрная ладья · g7 белый конь · a6 чёрная пешка · b6 чёрная пешка · c6 чёрная пешка · h6 чёрная пешка · d5 чёрный слон · e5 белая пешка · f5 белый конь · a4 белая пешка · c4 чёрная пешка · e4 чёрный конь · g3 белая пешка · b2 белая пешка · c2 белая пешка · h2 белый король · d1 белая ладья · f1 белая ладья | c8 чёрный король · g8 чёрная ладья · d7 чёрная ладья · g7 белый конь · a6 чёрная пешка · b6 чёрная пешка · c6 чёрная пешка · h6 чёрная пешка · d5 чёрный слон · e5 белая пешка · f5 белый конь · a4 белая пешка · c4 чёрная пешка · e4 чёрный конь · g3 белая пешка · b2 белая пешка · c2 белая пешка · h2 белый король · d1 белая ладья · f1 белая ладья | c8 чёрный король · g8 чёрная ладья · d7 чёрная ладья · g7 белый конь · a6 чёрная пешка · b6 чёрная пешка · c6 чёрная пешка · h6 чёрная пешка · d5 чёрный слон · e5 белая пешка · f5 белый конь · a4 белая пешка · c4 чёрная пешка · e4 чёрный конь · g3 белая пешка · b2 белая пешка · c2 белая пешка · h2 белый король · d1 белая ладья · f1 белая ладья | c8 чёрный король · g8 чёрная ладья · d7 чёрная ладья · g7 белый конь · a6 чёрная пешка · b6 чёрная пешка · c6 чёрная пешка · h6 чёрная пешка · d5 чёрный слон · e5 белая пешка · f5 белый конь · a4 белая пешка · c4 чёрная пешка · e4 чёрный конь · g3 белая пешка · b2 белая пешка · c2 белая пешка · h2 белый король · d1 белая ладья · f1 белая ладья | c8 чёрный король · g8 чёрная ладья · d7 чёрная ладья · g7 белый конь · a6 чёрная пешка · b6 чёрная пешка · c6 чёрная пешка · h6 чёрная пешка · d5 чёрный слон · e5 белая пешка · f5 белый конь · a4 белая пешка · c4 чёрная пешка · e4 чёрный конь · g3 белая пешка · b2 белая пешка · c2 белая пешка · h2 белый король · d1 белая ладья · f1 белая ладья | c8 чёрный король · g8 чёрная ладья · d7 чёрная ладья · g7 белый конь · a6 чёрная пешка · b6 чёрная пешка · c6 чёрная пешка · h6 чёрная пешка · d5 чёрный слон · e5 белая пешка · f5 белый конь · a4 белая пешка · c4 чёрная пешка · e4 чёрный конь · g3 белая пешка · b2 белая пешка · c2 белая пешка · h2 белый король · d1 белая ладья · f1 белая ладья | c8 чёрный король · g8 чёрная ладья · d7 чёрная ладья · g7 белый конь · a6 чёрная пешка · b6 чёрная пешка · c6 чёрная пешка · h6 чёрная пешка · d5 чёрный слон · e5 белая пешка · f5 белый конь · a4 белая пешка · c4 чёрная пешка · e4 чёрный конь · g3 белая пешка · b2 белая пешка · c2 белая пешка · h2 белый король · d1 белая ладья · f1 белая ладья | c8 чёрный король · g8 чёрная ладья · d7 чёрная ладья · g7 белый конь · a6 чёрная пешка · b6 чёрная пешка · c6 чёрная пешка · h6 чёрная пешка · d5 чёрный слон · e5 белая пешка · f5 белый конь · a4 белая пешка · c4 чёрная пешка · e4 чёрный конь · g3 белая пешка · b2 белая пешка · c2 белая пешка · h2 белый король · d1 белая ладья · f1 белая ладья | 7 |
| 6 | c8 чёрный король · g8 чёрная ладья · d7 чёрная ладья · g7 белый конь · a6 чёрная пешка · b6 чёрная пешка · c6 чёрная пешка · h6 чёрная пешка · d5 чёрный слон · e5 белая пешка · f5 белый конь · a4 белая пешка · c4 чёрная пешка · e4 чёрный конь · g3 белая пешка · b2 белая пешка · c2 белая пешка · h2 белый король · d1 белая ладья · f1 белая ладья | c8 чёрный король · g8 чёрная ладья · d7 чёрная ладья · g7 белый конь · a6 чёрная пешка · b6 чёрная пешка · c6 чёрная пешка · h6 чёрная пешка · d5 чёрный слон · e5 белая пешка · f5 белый конь · a4 белая пешка · c4 чёрная пешка · e4 чёрный конь · g3 белая пешка · b2 белая пешка · c2 белая пешка · h2 белый король · d1 белая ладья · f1 белая ладья | c8 чёрный король · g8 чёрная ладья · d7 чёрная ладья · g7 белый конь · a6 чёрная пешка · b6 чёрная пешка · c6 чёрная пешка · h6 чёрная пешка · d5 чёрный слон · e5 белая пешка · f5 белый конь · a4 белая пешка · c4 чёрная пешка · e4 чёрный конь · g3 белая пешка · b2 белая пешка · c2 белая пешка · h2 белый король · d1 белая ладья · f1 белая ладья | c8 чёрный король · g8 чёрная ладья · d7 чёрная ладья · g7 белый конь · a6 чёрная пешка · b6 чёрная пешка · c6 чёрная пешка · h6 чёрная пешка · d5 чёрный слон · e5 белая пешка · f5 белый конь · a4 белая пешка · c4 чёрная пешка · e4 чёрный конь · g3 белая пешка · b2 белая пешка · c2 белая пешка · h2 белый король · d1 белая ладья · f1 белая ладья | c8 чёрный король · g8 чёрная ладья · d7 чёрная ладья · g7 белый конь · a6 чёрная пешка · b6 чёрная пешка · c6 чёрная пешка · h6 чёрная пешка · d5 чёрный слон · e5 белая пешка · f5 белый конь · a4 белая пешка · c4 чёрная пешка · e4 чёрный конь · g3 белая пешка · b2 белая пешка · c2 белая пешка · h2 белый король · d1 белая ладья · f1 белая ладья | c8 чёрный король · g8 чёрная ладья · d7 чёрная ладья · g7 белый конь · a6 чёрная пешка · b6 чёрная пешка · c6 чёрная пешка · h6 чёрная пешка · d5 чёрный слон · e5 белая пешка · f5 белый конь · a4 белая пешка · c4 чёрная пешка · e4 чёрный конь · g3 белая пешка · b2 белая пешка · c2 белая пешка · h2 белый король · d1 белая ладья · f1 белая ладья | c8 чёрный король · g8 чёрная ладья · d7 чёрная ладья · g7 белый конь · a6 чёрная пешка · b6 чёрная пешка · c6 чёрная пешка · h6 чёрная пешка · d5 чёрный слон · e5 белая пешка · f5 белый конь · a4 белая пешка · c4 чёрная пешка · e4 чёрный конь · g3 белая пешка · b2 белая пешка · c2 белая пешка · h2 белый король · d1 белая ладья · f1 белая ладья | c8 чёрный король · g8 чёрная ладья · d7 чёрная ладья · g7 белый конь · a6 чёрная пешка · b6 чёрная пешка · c6 чёрная пешка · h6 чёрная пешка · d5 чёрный слон · e5 белая пешка · f5 белый конь · a4 белая пешка · c4 чёрная пешка · e4 чёрный конь · g3 белая пешка · b2 белая пешка · c2 белая пешка · h2 белый король · d1 белая ладья · f1 белая ладья | 6 |
| 5 | c8 чёрный король · g8 чёрная ладья · d7 чёрная ладья · g7 белый конь · a6 чёрная пешка · b6 чёрная пешка · c6 чёрная пешка · h6 чёрная пешка · d5 чёрный слон · e5 белая пешка · f5 белый конь · a4 белая пешка · c4 чёрная пешка · e4 чёрный конь · g3 белая пешка · b2 белая пешка · c2 белая пешка · h2 белый король · d1 белая ладья · f1 белая ладья | c8 чёрный король · g8 чёрная ладья · d7 чёрная ладья · g7 белый конь · a6 чёрная пешка · b6 чёрная пешка · c6 чёрная пешка · h6 чёрная пешка · d5 чёрный слон · e5 белая пешка · f5 белый конь · a4 белая пешка · c4 чёрная пешка · e4 чёрный конь · g3 белая пешка · b2 белая пешка · c2 белая пешка · h2 белый король · d1 белая ладья · f1 белая ладья | c8 чёрный король · g8 чёрная ладья · d7 чёрная ладья · g7 белый конь · a6 чёрная пешка · b6 чёрная пешка · c6 чёрная пешка · h6 чёрная пешка · d5 чёрный слон · e5 белая пешка · f5 белый конь · a4 белая пешка · c4 чёрная пешка · e4 чёрный конь · g3 белая пешка · b2 белая пешка · c2 белая пешка · h2 белый король · d1 белая ладья · f1 белая ладья | c8 чёрный король · g8 чёрная ладья · d7 чёрная ладья · g7 белый конь · a6 чёрная пешка · b6 чёрная пешка · c6 чёрная пешка · h6 чёрная пешка · d5 чёрный слон · e5 белая пешка · f5 белый конь · a4 белая пешка · c4 чёрная пешка · e4 чёрный конь · g3 белая пешка · b2 белая пешка · c2 белая пешка · h2 белый король · d1 белая ладья · f1 белая ладья | c8 чёрный король · g8 чёрная ладья · d7 чёрная ладья · g7 белый конь · a6 чёрная пешка · b6 чёрная пешка · c6 чёрная пешка · h6 чёрная пешка · d5 чёрный слон · e5 белая пешка · f5 белый конь · a4 белая пешка · c4 чёрная пешка · e4 чёрный конь · g3 белая пешка · b2 белая пешка · c2 белая пешка · h2 белый король · d1 белая ладья · f1 белая ладья | c8 чёрный король · g8 чёрная ладья · d7 чёрная ладья · g7 белый конь · a6 чёрная пешка · b6 чёрная пешка · c6 чёрная пешка · h6 чёрная пешка · d5 чёрный слон · e5 белая пешка · f5 белый конь · a4 белая пешка · c4 чёрная пешка · e4 чёрный конь · g3 белая пешка · b2 белая пешка · c2 белая пешка · h2 белый король · d1 белая ладья · f1 белая ладья | c8 чёрный король · g8 чёрная ладья · d7 чёрная ладья · g7 белый конь · a6 чёрная пешка · b6 чёрная пешка · c6 чёрная пешка · h6 чёрная пешка · d5 чёрный слон · e5 белая пешка · f5 белый конь · a4 белая пешка · c4 чёрная пешка · e4 чёрный конь · g3 белая пешка · b2 белая пешка · c2 белая пешка · h2 белый король · d1 белая ладья · f1 белая ладья | c8 чёрный король · g8 чёрная ладья · d7 чёрная ладья · g7 белый конь · a6 чёрная пешка · b6 чёрная пешка · c6 чёрная пешка · h6 чёрная пешка · d5 чёрный слон · e5 белая пешка · f5 белый конь · a4 белая пешка · c4 чёрная пешка · e4 чёрный конь · g3 белая пешка · b2 белая пешка · c2 белая пешка · h2 белый король · d1 белая ладья · f1 белая ладья | 5 |
| 4 | c8 чёрный король · g8 чёрная ладья · d7 чёрная ладья · g7 белый конь · a6 чёрная пешка · b6 чёрная пешка · c6 чёрная пешка · h6 чёрная пешка · d5 чёрный слон · e5 белая пешка · f5 белый конь · a4 белая пешка · c4 чёрная пешка · e4 чёрный конь · g3 белая пешка · b2 белая пешка · c2 белая пешка · h2 белый король · d1 белая ладья · f1 белая ладья | c8 чёрный король · g8 чёрная ладья · d7 чёрная ладья · g7 белый конь · a6 чёрная пешка · b6 чёрная пешка · c6 чёрная пешка · h6 чёрная пешка · d5 чёрный слон · e5 белая пешка · f5 белый конь · a4 белая пешка · c4 чёрная пешка · e4 чёрный конь · g3 белая пешка · b2 белая пешка · c2 белая пешка · h2 белый король · d1 белая ладья · f1 белая ладья | c8 чёрный король · g8 чёрная ладья · d7 чёрная ладья · g7 белый конь · a6 чёрная пешка · b6 чёрная пешка · c6 чёрная пешка · h6 чёрная пешка · d5 чёрный слон · e5 белая пешка · f5 белый конь · a4 белая пешка · c4 чёрная пешка · e4 чёрный конь · g3 белая пешка · b2 белая пешка · c2 белая пешка · h2 белый король · d1 белая ладья · f1 белая ладья | c8 чёрный король · g8 чёрная ладья · d7 чёрная ладья · g7 белый конь · a6 чёрная пешка · b6 чёрная пешка · c6 чёрная пешка · h6 чёрная пешка · d5 чёрный слон · e5 белая пешка · f5 белый конь · a4 белая пешка · c4 чёрная пешка · e4 чёрный конь · g3 белая пешка · b2 белая пешка · c2 белая пешка · h2 белый король · d1 белая ладья · f1 белая ладья | c8 чёрный король · g8 чёрная ладья · d7 чёрная ладья · g7 белый конь · a6 чёрная пешка · b6 чёрная пешка · c6 чёрная пешка · h6 чёрная пешка · d5 чёрный слон · e5 белая пешка · f5 белый конь · a4 белая пешка · c4 чёрная пешка · e4 чёрный конь · g3 белая пешка · b2 белая пешка · c2 белая пешка · h2 белый король · d1 белая ладья · f1 белая ладья | c8 чёрный король · g8 чёрная ладья · d7 чёрная ладья · g7 белый конь · a6 чёрная пешка · b6 чёрная пешка · c6 чёрная пешка · h6 чёрная пешка · d5 чёрный слон · e5 белая пешка · f5 белый конь · a4 белая пешка · c4 чёрная пешка · e4 чёрный конь · g3 белая пешка · b2 белая пешка · c2 белая пешка · h2 белый король · d1 белая ладья · f1 белая ладья | c8 чёрный король · g8 чёрная ладья · d7 чёрная ладья · g7 белый конь · a6 чёрная пешка · b6 чёрная пешка · c6 чёрная пешка · h6 чёрная пешка · d5 чёрный слон · e5 белая пешка · f5 белый конь · a4 белая пешка · c4 чёрная пешка · e4 чёрный конь · g3 белая пешка · b2 белая пешка · c2 белая пешка · h2 белый король · d1 белая ладья · f1 белая ладья | c8 чёрный король · g8 чёрная ладья · d7 чёрная ладья · g7 белый конь · a6 чёрная пешка · b6 чёрная пешка · c6 чёрная пешка · h6 чёрная пешка · d5 чёрный слон · e5 белая пешка · f5 белый конь · a4 белая пешка · c4 чёрная пешка · e4 чёрный конь · g3 белая пешка · b2 белая пешка · c2 белая пешка · h2 белый король · d1 белая ладья · f1 белая ладья | 4 |
| 3 | c8 чёрный король · g8 чёрная ладья · d7 чёрная ладья · g7 белый конь · a6 чёрная пешка · b6 чёрная пешка · c6 чёрная пешка · h6 чёрная пешка · d5 чёрный слон · e5 белая пешка · f5 белый конь · a4 белая пешка · c4 чёрная пешка · e4 чёрный конь · g3 белая пешка · b2 белая пешка · c2 белая пешка · h2 белый король · d1 белая ладья · f1 белая ладья | c8 чёрный король · g8 чёрная ладья · d7 чёрная ладья · g7 белый конь · a6 чёрная пешка · b6 чёрная пешка · c6 чёрная пешка · h6 чёрная пешка · d5 чёрный слон · e5 белая пешка · f5 белый конь · a4 белая пешка · c4 чёрная пешка · e4 чёрный конь · g3 белая пешка · b2 белая пешка · c2 белая пешка · h2 белый король · d1 белая ладья · f1 белая ладья | c8 чёрный король · g8 чёрная ладья · d7 чёрная ладья · g7 белый конь · a6 чёрная пешка · b6 чёрная пешка · c6 чёрная пешка · h6 чёрная пешка · d5 чёрный слон · e5 белая пешка · f5 белый конь · a4 белая пешка · c4 чёрная пешка · e4 чёрный конь · g3 белая пешка · b2 белая пешка · c2 белая пешка · h2 белый король · d1 белая ладья · f1 белая ладья | c8 чёрный король · g8 чёрная ладья · d7 чёрная ладья · g7 белый конь · a6 чёрная пешка · b6 чёрная пешка · c6 чёрная пешка · h6 чёрная пешка · d5 чёрный слон · e5 белая пешка · f5 белый конь · a4 белая пешка · c4 чёрная пешка · e4 чёрный конь · g3 белая пешка · b2 белая пешка · c2 белая пешка · h2 белый король · d1 белая ладья · f1 белая ладья | c8 чёрный король · g8 чёрная ладья · d7 чёрная ладья · g7 белый конь · a6 чёрная пешка · b6 чёрная пешка · c6 чёрная пешка · h6 чёрная пешка · d5 чёрный слон · e5 белая пешка · f5 белый конь · a4 белая пешка · c4 чёрная пешка · e4 чёрный конь · g3 белая пешка · b2 белая пешка · c2 белая пешка · h2 белый король · d1 белая ладья · f1 белая ладья | c8 чёрный король · g8 чёрная ладья · d7 чёрная ладья · g7 белый конь · a6 чёрная пешка · b6 чёрная пешка · c6 чёрная пешка · h6 чёрная пешка · d5 чёрный слон · e5 белая пешка · f5 белый конь · a4 белая пешка · c4 чёрная пешка · e4 чёрный конь · g3 белая пешка · b2 белая пешка · c2 белая пешка · h2 белый король · d1 белая ладья · f1 белая ладья | c8 чёрный король · g8 чёрная ладья · d7 чёрная ладья · g7 белый конь · a6 чёрная пешка · b6 чёрная пешка · c6 чёрная пешка · h6 чёрная пешка · d5 чёрный слон · e5 белая пешка · f5 белый конь · a4 белая пешка · c4 чёрная пешка · e4 чёрный конь · g3 белая пешка · b2 белая пешка · c2 белая пешка · h2 белый король · d1 белая ладья · f1 белая ладья | c8 чёрный король · g8 чёрная ладья · d7 чёрная ладья · g7 белый конь · a6 чёрная пешка · b6 чёрная пешка · c6 чёрная пешка · h6 чёрная пешка · d5 чёрный слон · e5 белая пешка · f5 белый конь · a4 белая пешка · c4 чёрная пешка · e4 чёрный конь · g3 белая пешка · b2 белая пешка · c2 белая пешка · h2 белый король · d1 белая ладья · f1 белая ладья | 3 |
| 2 | c8 чёрный король · g8 чёрная ладья · d7 чёрная ладья · g7 белый конь · a6 чёрная пешка · b6 чёрная пешка · c6 чёрная пешка · h6 чёрная пешка · d5 чёрный слон · e5 белая пешка · f5 белый конь · a4 белая пешка · c4 чёрная пешка · e4 чёрный конь · g3 белая пешка · b2 белая пешка · c2 белая пешка · h2 белый король · d1 белая ладья · f1 белая ладья | c8 чёрный король · g8 чёрная ладья · d7 чёрная ладья · g7 белый конь · a6 чёрная пешка · b6 чёрная пешка · c6 чёрная пешка · h6 чёрная пешка · d5 чёрный слон · e5 белая пешка · f5 белый конь · a4 белая пешка · c4 чёрная пешка · e4 чёрный конь · g3 белая пешка · b2 белая пешка · c2 белая пешка · h2 белый король · d1 белая ладья · f1 белая ладья | c8 чёрный король · g8 чёрная ладья · d7 чёрная ладья · g7 белый конь · a6 чёрная пешка · b6 чёрная пешка · c6 чёрная пешка · h6 чёрная пешка · d5 чёрный слон · e5 белая пешка · f5 белый конь · a4 белая пешка · c4 чёрная пешка · e4 чёрный конь · g3 белая пешка · b2 белая пешка · c2 белая пешка · h2 белый король · d1 белая ладья · f1 белая ладья | c8 чёрный король · g8 чёрная ладья · d7 чёрная ладья · g7 белый конь · a6 чёрная пешка · b6 чёрная пешка · c6 чёрная пешка · h6 чёрная пешка · d5 чёрный слон · e5 белая пешка · f5 белый конь · a4 белая пешка · c4 чёрная пешка · e4 чёрный конь · g3 белая пешка · b2 белая пешка · c2 белая пешка · h2 белый король · d1 белая ладья · f1 белая ладья | c8 чёрный король · g8 чёрная ладья · d7 чёрная ладья · g7 белый конь · a6 чёрная пешка · b6 чёрная пешка · c6 чёрная пешка · h6 чёрная пешка · d5 чёрный слон · e5 белая пешка · f5 белый конь · a4 белая пешка · c4 чёрная пешка · e4 чёрный конь · g3 белая пешка · b2 белая пешка · c2 белая пешка · h2 белый король · d1 белая ладья · f1 белая ладья | c8 чёрный король · g8 чёрная ладья · d7 чёрная ладья · g7 белый конь · a6 чёрная пешка · b6 чёрная пешка · c6 чёрная пешка · h6 чёрная пешка · d5 чёрный слон · e5 белая пешка · f5 белый конь · a4 белая пешка · c4 чёрная пешка · e4 чёрный конь · g3 белая пешка · b2 белая пешка · c2 белая пешка · h2 белый король · d1 белая ладья · f1 белая ладья | c8 чёрный король · g8 чёрная ладья · d7 чёрная ладья · g7 белый конь · a6 чёрная пешка · b6 чёрная пешка · c6 чёрная пешка · h6 чёрная пешка · d5 чёрный слон · e5 белая пешка · f5 белый конь · a4 белая пешка · c4 чёрная пешка · e4 чёрный конь · g3 белая пешка · b2 белая пешка · c2 белая пешка · h2 белый король · d1 белая ладья · f1 белая ладья | c8 чёрный король · g8 чёрная ладья · d7 чёрная ладья · g7 белый конь · a6 чёрная пешка · b6 чёрная пешка · c6 чёрная пешка · h6 чёрная пешка · d5 чёрный слон · e5 белая пешка · f5 белый конь · a4 белая пешка · c4 чёрная пешка · e4 чёрный конь · g3 белая пешка · b2 белая пешка · c2 белая пешка · h2 белый король · d1 белая ладья · f1 белая ладья | 2 |
| 1 | c8 чёрный король · g8 чёрная ладья · d7 чёрная ладья · g7 белый конь · a6 чёрная пешка · b6 чёрная пешка · c6 чёрная пешка · h6 чёрная пешка · d5 чёрный слон · e5 белая пешка · f5 белый конь · a4 белая пешка · c4 чёрная пешка · e4 чёрный конь · g3 белая пешка · b2 белая пешка · c2 белая пешка · h2 белый король · d1 белая ладья · f1 белая ладья | c8 чёрный король · g8 чёрная ладья · d7 чёрная ладья · g7 белый конь · a6 чёрная пешка · b6 чёрная пешка · c6 чёрная пешка · h6 чёрная пешка · d5 чёрный слон · e5 белая пешка · f5 белый конь · a4 белая пешка · c4 чёрная пешка · e4 чёрный конь · g3 белая пешка · b2 белая пешка · c2 белая пешка · h2 белый король · d1 белая ладья · f1 белая ладья | c8 чёрный король · g8 чёрная ладья · d7 чёрная ладья · g7 белый конь · a6 чёрная пешка · b6 чёрная пешка · c6 чёрная пешка · h6 чёрная пешка · d5 чёрный слон · e5 белая пешка · f5 белый конь · a4 белая пешка · c4 чёрная пешка · e4 чёрный конь · g3 белая пешка · b2 белая пешка · c2 белая пешка · h2 белый король · d1 белая ладья · f1 белая ладья | c8 чёрный король · g8 чёрная ладья · d7 чёрная ладья · g7 белый конь · a6 чёрная пешка · b6 чёрная пешка · c6 чёрная пешка · h6 чёрная пешка · d5 чёрный слон · e5 белая пешка · f5 белый конь · a4 белая пешка · c4 чёрная пешка · e4 чёрный конь · g3 белая пешка · b2 белая пешка · c2 белая пешка · h2 белый король · d1 белая ладья · f1 белая ладья | c8 чёрный король · g8 чёрная ладья · d7 чёрная ладья · g7 белый конь · a6 чёрная пешка · b6 чёрная пешка · c6 чёрная пешка · h6 чёрная пешка · d5 чёрный слон · e5 белая пешка · f5 белый конь · a4 белая пешка · c4 чёрная пешка · e4 чёрный конь · g3 белая пешка · b2 белая пешка · c2 белая пешка · h2 белый король · d1 белая ладья · f1 белая ладья | c8 чёрный король · g8 чёрная ладья · d7 чёрная ладья · g7 белый конь · a6 чёрная пешка · b6 чёрная пешка · c6 чёрная пешка · h6 чёрная пешка · d5 чёрный слон · e5 белая пешка · f5 белый конь · a4 белая пешка · c4 чёрная пешка · e4 чёрный конь · g3 белая пешка · b2 белая пешка · c2 белая пешка · h2 белый король · d1 белая ладья · f1 белая ладья | c8 чёрный король · g8 чёрная ладья · d7 чёрная ладья · g7 белый конь · a6 чёрная пешка · b6 чёрная пешка · c6 чёрная пешка · h6 чёрная пешка · d5 чёрный слон · e5 белая пешка · f5 белый конь · a4 белая пешка · c4 чёрная пешка · e4 чёрный конь · g3 белая пешка · b2 белая пешка · c2 белая пешка · h2 белый король · d1 белая ладья · f1 белая ладья | c8 чёрный король · g8 чёрная ладья · d7 чёрная ладья · g7 белый конь · a6 чёрная пешка · b6 чёрная пешка · c6 чёрная пешка · h6 чёрная пешка · d5 чёрный слон · e5 белая пешка · f5 белый конь · a4 белая пешка · c4 чёрная пешка · e4 чёрный конь · g3 белая пешка · b2 белая пешка · c2 белая пешка · h2 белый король · d1 белая ладья · f1 белая ладья | 1 |
|   | a | b | c | d | e | f | g | h |   |

1. e4 e5 2. Кf3 Кc6 3. Сb5 a6 4. Сa4 Кf6 5. С:c6 dc 6. Кc3 Сd6 7. d3 c5 8. h3 Сe6 9. Сe3 h6 10. a4 c4 11. d4 ed 12. С:d4 Сb4 13. O-O c6 14. e5 Кd5 15. Кe4 Кf4 16. Сc5 С:c5 17. Ф:d8+ Л:d8 18. К:c5 b6 19. Кb7 Лd7 20. Кd6+ Крe7 21. Кd4 Сd5 22. g3 К:h3+ 23. Крh2 Кg5 24. f4 Кe4 25. К6f5+ Крd8 26. К:g7 f6 27. Лad1 Крc8 28. Кdf5 fe 29. fe Лg8 (см. диаграмму)
30. e6! Лd:g7 31. К:g7 Л:g7 32. Л:d5 cd 33. Лf8+ Крc7 34. Лf7+ Крd6 35. Л:g7 Кр:e6 36. Лg6+ Ke5 37. Крg2 b5 38. a5 d4 39. Л:a6 b4 40. Крf3 c3 41. bc bc 42. Лe6+ Кр:e6 43. Кр:e4, 1 : 0